# Mount Kennett
Mount Kennett är ett berg i Antarktis. Det ligger i Västantarktis. Argentina, Chile och Storbritannien gör anspråk på området. Toppen på Mount Kennett är 1 360 meter över havet.
Terrängen runt Mount Kennett är huvudsakligen bergig. Trakten är obefolkad. Det finns inga samhällen i närheten.